# Música regional mexicana
Música regional mexicana o regional mexicano se refiere  colectivamente a los subgéneros regionales de la música campirana de México. El término surgió a principios de los años 1980 en los Estados Unidos.
Similarmente a la música country y sertaneja, artistas del regional mexicano se distinguen por el uso de ropa vaquera.
En México, la plataforma Spotify tiene en el género regional mexicano al 20% del total de reproducciones.
En la actualidad, la música regional mexicana cuenta con numerosos subgéneros; cada uno representativo de cierta región y la popularidad de cada uno varía por territorio en México y los Estados Unidos.

## Historia
Cuando aún no existía este término para nombrar a la música regional de México, durante las décadas de los años 1940 a 1960, los boleros era uno de los géneros más populares gracias a que aparecían en la mayoría de las bandas sonoras de las películas que fueron parte de la Época de Oro del Cine, en las que destacaron intérpretes como Lucha Reyes, Jorge Negrete, Pedro Infante, Javier Solís, José Alfredo Jiménez, Lucha Villa, Chavela Vargas, Lola Beltrán, Agustín Lara, entre otros.
En los años 1970, se comenzó a popularizar la música de mariachi, de igual manera por el gran auge de la películas de se época, en la que los protagonistas interpretaban canciones en forma de musicales, los más comunes eran Vicente Fernández, Antonio Aguilar, Flor Silvestre, etc. Antonio Aguilar llegó a combinar el mariachi con el tamborazo, subgénero que inició en el estado de Zacatecas a finales del siglo XIX.
En los años 1980, el cauntautor Juan Gabriel popularizó la balada ranchera – junto a Angélica María –, inspirándose también en la música pop, siendo una de las primeras veces que se mezclaba la regional con algún género contemporáneo. Casi al mismo tiempo, la cantante española con carrera en México, Rocío Dúrcal, se hizo popular por mezclar el flamenco con el mariachi, la ranchera y con las baladas románticas. Después, a Joan Sebastían se le conoció por mezclar esta música con las baladas pop.
En los años 1980, grupos musicales de los estados del norte de México, compusieron sobre estilos norteños que habían nacido en esos estados a principios del siglo XX, usando instrumentos como el acordeón y el bajo sexto, popularizándose en el país gracias a artistas como Ramón Ayala y Los Bravos del Norte, Los Cadetes de Linares, Los Invasores de Nuevo León y Los Tigres del Norte. 
Los diferentes géneros agrupados bajo el término "Regional Mexicano", crecieron en popularidad en los Estados Unidos en los años 1980, debido a la alta concentración de población mexicana en ése país, y más recientemente a la disponibilidad de música a través de internet. Considerados varios de los géneros inicialmente como música para clases sociales bajas, en la actualidad son un negocio muy lucrativo y parte del mainstream en ambos lados de la frontera entre los Estados Unidos y México.
En los años 1990, se simplificaba en México como "música grupera". Sin embargo, debido a que la instrumentación de cada subgénero es diferente y que la popularidad de cada subgénero varía por región en México y los Estados Unidos, el término "regional mexicano" fue adoptado también en México.[cita requerida]

## Medios de comunicación
Los canales televisivos Bandamax y Video Rola se dedican a transmitir programación relacionada principalmente con el género regional mexicano. Asimismo, existen un sinfín de emisoras de radio en México donse se transmite solamente este género, según el Instituto Mexicano de la Radio. De igual manera, en Estados Unidos existen numerosas emisoras de radio que se dedican a transmitir regional mexicano exclusivamente.
En los años 1990, la revista Furia Musical, dedicada a la cobertura de música grupera, presentó los Premios Furia Musical con el fin de dar reconocimientos a los artistas agrupados en ésta denominación. En el año 2001, las empresas Billboard y Telemundo crearon los Premios a la Música Regional Mexicana. Asimismo, la estación radiofónica hondureña «Musiquera», que transmite una programación musical orientada a éste término, es una de las emisoras de radio por Internet más escuchadas en español.

## Subgéneros
| - Banda oaxaqueña - Banda sinaloense - Conjunto calentano - Conjunto de arpa grande - Country en español - Duranguense - Grupero - Huichol - Jarana yucateca - Mariachi - Mariachi-pop - Marimba chiapaneca - Música de Nuevo México - Norteño - Norteño con sax - Norteño con tuba - Norteño regiomontano - Norteño sinaloense - Norteño tumbado/urbano | - Sierreño - Sierreño con acordeón - Sierreño con tuba - Sierreño guerrerense - Sierreño sinaloense - Sierreño tumbado/urbano - Son huasteco - Son jarocho - Tamborazo zacatecano - Tamborileros tabasqueños - Tecnobanda - Tex-mex - Tierra Caliente Dentro de los varios subgéneros del regional mexicano, se interpretan diferentes ritmos de canciones como rancheras, corridos, cumbias, charangas, boleros, bachatas, baladas, sones, chilenas, huapangos, polkas, valses, mazurkas, chotises, redovas, entre otros. |